# 奧林匹克塔

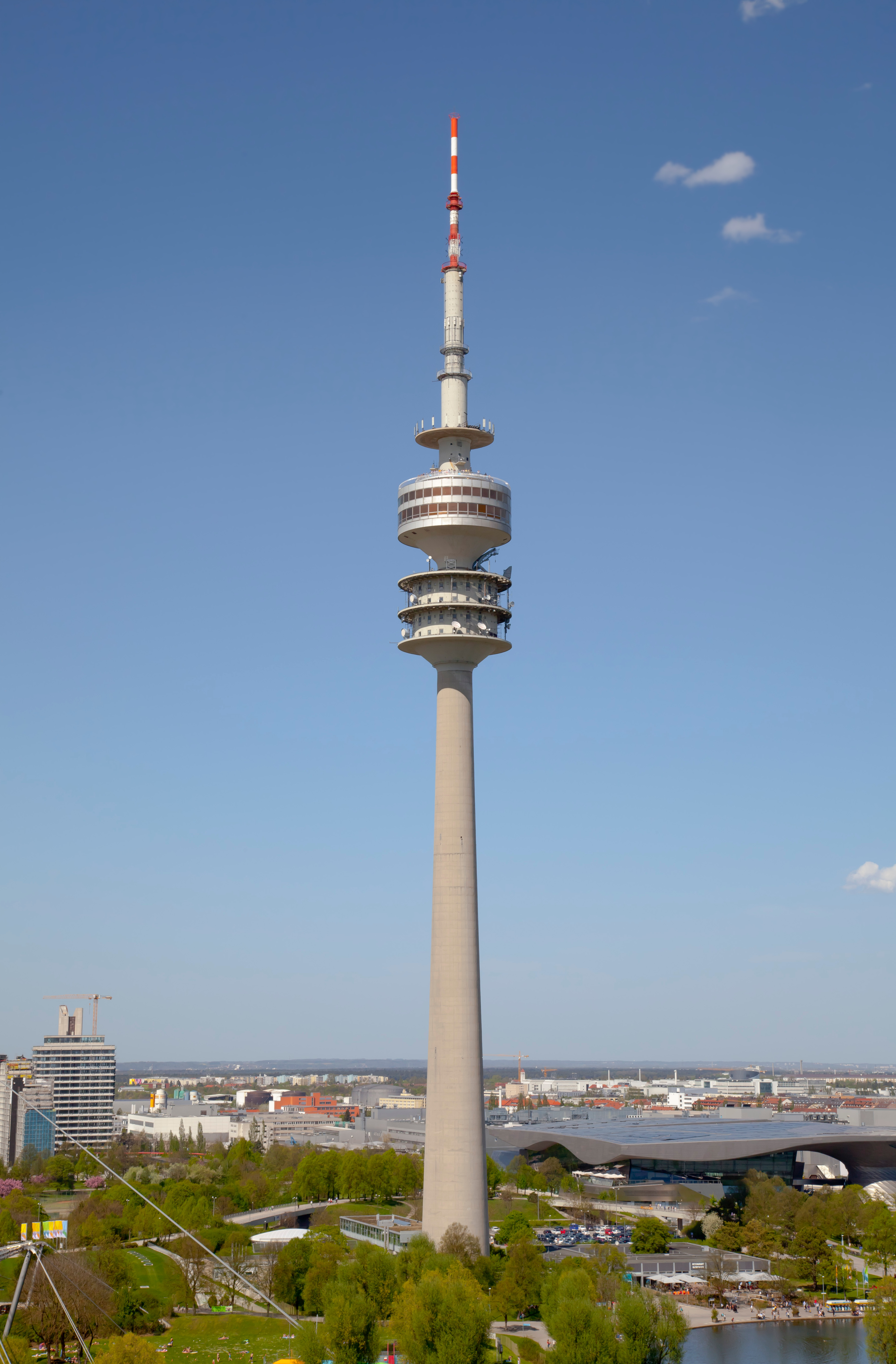
奧林匹克塔

奧林匹克塔（德語：Olympiaturm）是德國巴伐利亞州首府慕尼黑的一座高塔建築，位於奧林匹克公園內。塔高291米，重52,500噸。塔高190米處有一個觀景平台及一個小型搖滾博物館。自1968年開業以來，奧林匹克塔已經有超過3500萬人遊覽。奧林匹克塔在182米處有一座旋轉餐廳，可容納230人。除了觀光用途之外，奧林匹克塔還具有電波中繼功能。

## 外部連結
- tum.de: Olympiapark (a student project of the tum/dept Architecture)
- Structurae数据库中Olympia Tower的数据

- Interactive 360degrees view from the tower